# Ilha Dundee
A Ilha Dundee é uma ilha coberta de gelo estando a leste da extremidade nordeste da Península Antártica e ao sul da Ilha Joinville.
Em 8 de janeiro de 1893, durante a Expedição Baleeira Dundee, a ilha foi nomeada pelo Capitão Thomas Robertson do Active e recebeu o nome do porto de casa, Dundee (Escócia), de onde o navio navegou em companhia de três outros barcos na busca de baleias.
Foi desta que o empresário norte-americano Lincoln Ellsworth, acompanhado pelo piloto Herbert Hollick-Kenyon, decolou de 23 de novembro de 1935 para a primeira travessia da Antártida por avião.[carece de fontes?]